# Список губернаторов Канады до Конфедерации
Здесь приведён список губернаторов различных исторических образований, существовавших на территории современной Канады до их вхождения в Канадскую конфедерацию.

## Британское военное управление (1760—1764)
| Имя губернатора | С               | По              |
| --------------- | --------------- | --------------- |
| Джеффри Амхерст | 8 сентября 1760 | Октябрь 1763    |
| Томас Гейдж     | Октябрь 1763    | 10 августа 1764 |

## Провинция Квебек(1764—1791)
| Имя губернатора          | С               | По              | Замена                                                             | С               | По               |
| ------------------------ | --------------- | --------------- | ------------------------------------------------------------------ | --------------- | ---------------- |
| Джеймс Мюррей            | 10 августа 1764 | 12 апреля 1768  | Полус Э. Ирвинг (управляющий)                                      | 30 июня 1766    | 24 сентября 1766 |
|                          |                 |                 | Гай Карлтон (лейтенант-губернатор, в должности с 24 сентября 1766) | 7 апреля 1766   | 12 апреля 1768   |
| Гай Карлтон (первый раз) | 28 октября 1768 | 27 июня 1778    | Гектор Т. Крамаэ (управляющий, затем лейтенант-губернатор)         | 9 августа 1770  | Сентябрь 1774    |
| Фредерик Халдиманд       | 27 июня 1778    | 22 апреля 1786  | Генри Гамильтон (лейтенант-губернатор)                             | Ноябрь 1784     | 2 ноября 1785    |
|                          |                 |                 | Генри Хоуп (лейтенант-губернатор)                                  | 2 ноября 1785   | 22 апреля 1786   |
| Гай Карлтон (второй раз) | 22 апреля 1786  | 26 декабря 1791 | Алерд Кларк (лейтенант-губернатор)                                 | 19 августа 1791 | 26 декабря 1791  |

## Нижняя Канада(1791—1841)
| Имя губернатора                                                               | С                | По               | Замена                                         | С               | По               |
| ----------------------------------------------------------------------------- | ---------------- | ---------------- | ---------------------------------------------- | --------------- | ---------------- |
| Гай Карлтон, барон Дорчестер                                                  | 26 декабря 1791  | 15 декабря 1796  | Алерд Кларк (лейтенант-губернатор)             | 26 декабря 1791 | 24 сентября 1793 |
| Роберт Прескотт (временный до 27 апреля 1797)                                 | 15 декабря 1796  | 29 августа 1807  | Роберт Шор Милнс (лейтенант-губернатор)        | 30 июля 1799    | 12 августа 1805  |
|                                                                               |                  |                  | Томас Данн (управляющий)                       | 12 августа 1805 | 29 августа 1807  |
| Томас Данн (временный управляющий)                                            | 29 августа 1807  | 24 октября 1807  |                                                |                 |                  |
| Джеймс Генри Крейг                                                            | 24 октября 1807  | 19 июня 1811     |                                                |                 |                  |
| Томас Данн (временный управляющий)                                            | 19 июня 1811     | 14 сентября 1811 |                                                |                 |                  |
| Джордж Прево                                                                  | 14 сентября 1811 | 4 апреля 1815    |                                                |                 |                  |
| Гордон Драммонд (временный управляющий)                                       | 4 апреля 1815    | 21 мая 1816      |                                                |                 |                  |
| Джон Уилсон (временный управляющий)                                           | 21 мая 1816      | 12 июля 1816     |                                                |                 |                  |
| Джон Коуп Шербрук                                                             | 12 июля 1816     | 30 июля 1818     |                                                |                 |                  |
| Чарльз Леннокс, герцог Ричмонд                                                | 30 июля 1818     | 28 августа 1819  |                                                |                 |                  |
| Джордж Рамзай, граф Далхаузи                                                  | 28 августа 1819  | 8 сентября 1828  | Фрэнсис Натаниэл Бертон (лейтенант-губернатор) | 7 июня 1824     | Сентябрь 1825    |
| Джеймс Кемпт (лейтенант-губернатор по званию, но де-факто генерал-губернатор) | 8 сентября 1828  | 20 октября 1830  |                                                |                 |                  |
| Мэтью Уитуорт-Элмер, барон Элмер (временный до 4 февраля 1831)                | 20 октября 1830  | 24 августа 1835  |                                                |                 |                  |
| Арчибальд Ачесон, граф Госфорд                                                | 24 августа 1835  | 30 марта 1838    |                                                |                 |                  |
| Джон Колборн (временный)                                                      | 30 марта 1838    | 29 мая 1838      |                                                |                 |                  |
| Джон Джордж Лэмбтон, граф Дарем                                               | 29 мая 1838      | 17 января 1839   | Джон Колборн                                   | 1 ноября 1838   | 17 января 1839   |
| Джон Колборн                                                                  | 17 января 1839   | 19 октября 1839  |                                                |                 |                  |
| Чарльз Эдвард Пулетт Томсон, барон Сиденхем                                   | 19 октября 1839  | 5 февраля 1841   |                                                |                 |                  |

## Провинция Канада(1841—1867)
| Имя губернатора                                                   | С                | По               |
| ----------------------------------------------------------------- | ---------------- | ---------------- |
| Чарльз Эдвард Пулетт Томсон, барон Сиденхем                       | 5 февраля 1841   | 19 сентября 1841 |
| Сэр Ричард Даунс Джексон (временный)                              | 19 сентября 1841 | 12 января 1842   |
| Сэр Шарль Баго                                                    | 12 января 1842   | 19 мая 1843      |
| Чарльз Теофилус Меткалф                                           | 30 мая 1843      | 26 ноября 1845   |
| Чарльз Мюррей Каткарт, граф Каткарт (временный до 24 апреля 1846) | 26 ноября 1845   | 30 января 1847   |
| Джеймс Брюс, 8-й граф Элджин                                      | 30 января 1847   | 19 декабря 1854  |
| Сэр Эдмунд Уокер Хед                                              | 19 декабря 1854  | 25 октября 1861  |
| Чарльз Стэнли Монк                                                | 25 октября 1861  | 30 июня 1867     |
|                                                                   |                  |                  |